# Porta San Mamolo
Porta San Mamolo (pôrta ed San Mâmel in bolognese, conosciuta anche come Porta D'Azeglio) era una delle porte della terza cinta muraria della città di Bologna. Fu abbattuta nel 1903.

## Storia
Porta San Mamolo sorgeva all'incrocio fra l'omonima via (che all'interno delle mura è stata ribattezzata via D'Azeglio, da questa il nome alternativo della porta) e i viali di circonvallazione. Era la principale porta di collegamento tra Bologna ed i suoi colli a sud.
Innalzata nel XII secolo e più volte ristrutturata, nel 1334 fu dotata di un ponte levatoio sul fossato esterno. Nel 1417 venne eretto un nuovo cassero, simile a quello di Porta Castiglione. Nel 1850 l'intera struttura fu restaurata, ma ciò non bastò a fermarne la demolizione mezzo secolo dopo, quando l'amministrazione cittadina approvò un piano di sviluppo urbanistico che prevedeva la distruzione della cinta muraria medievale.